# Eva Hamzaoui
Eva Hamzaoui (* 4. Februar 1985 in Clamart) ist eine ehemalige französische Volleyball- und Beachvolleyballspielerin. Sie gewann die französische Meisterschaft sowohl in der Halle als auch zwei Mal im Sand.

## Karriere

### Karriere Halle
In der Saison 2005/06 hatte die aus der Region Île-de-France stammende Athletin ihre erfolgreichste Zeit im Spiel in der Halle. Mit dem Racing Club Cannes gewann sie sowohl die Meisterschaft als auch den Pokal ihres Heimatlandes, stand im Finale der Champions League und wurde im Einladungsturnier Women’s Top Volley International Erste. Drei Spielzeiten später stand die Außenangreiferin für CSM Clamart auf dem Spielfeld, der vierzehnte Rang war das Resultat. Ein weiteres Highlight in ihrer Karriere erlebte die Französin, als sie 2016 mit Municipal Olympique Mougins im Achtelfinale des Amateurpokals T.P.M. Racin Volley eliminierte, in den weiteren Runden Nimes Volley-Ball und SP. Loisiers Constantia besiegte und auch das Endspiel gegen Quimper Volley 29 erfolgreich gestaltete. Seit 2019 ist sie mit Pausen Cheftrainerin von AS Monaco.

### Karriere Beach
Mit Céline Gemise Fareau erreichte Hamzaoui 2003 das Viertelfinale der U21-WM. Das gleiche Resultat gelang ihr ein Jahr später mit Laure Grégoire bei der Europameisterschaft der unter Zwanzigjährigen. Noch besser lief es mit Marion Castelli bei den Welttitelkämpfen der Juniorinnen. Erst im Finale wurde der Siegeszug der beiden gestoppt. Ab 2005 waren Eva Hamzaoui und Tatiana Barrera zwei Spielzeiten lang als Duo in den Sandarenen der Erde unterwegs. Beste Ergebnisse waren dabei die neunten Plätze bei den Open in Bali und Kapstadt, die Teilnahme an der Weltmeisterschaft 2005  sowie der Gewinn der französischen Meisterschaft ein Jahr später.
Von 2006 bis 2009 waren Déborah Giaoui und Hamzaoui bei vielen Beachvolleyballveranstaltungen am Start. Als Neunte der Marseille Open schafften die beiden 2008 erstmals gemeinsam ein Top-Ten-Ergebnis. Bei den Grand Slams in Paris und Gstaad erreichten sie jeweils die erste Hauptrunde. Anschließend bestritt die in Clamart geborene Sportlerin zwei Open-Wettbewerbe mit Virginie Sarpaux. Der geteilte siebte Platz in Kristiansand war das beste Ergebnis auf der World Tour in der gesamten Karriere von Eva Hamzaoui, die bei der folgenden WM in Stavanger wieder mit Giaoui antrat und als Gruppendritte der Vorrunde ausschied. Im gleichen Jahr gewannen die beiden die französische Meisterschaft. Mit Mathilde Giordano gelang in der Folgezeit noch drei Mal der Einzug in die zweite Hauptrunde bei Turnieren der Weltserie. Anschließend wurde Hamzaoui sowohl 2010 mit  Laure Embry als auch eine Spielzeit später mit Laura Longuet, mit der sie 2012 in Brasilien auch ihren letzten Wettkampf bestritt, französische Vizemeisterin.